# Герб лена Йёнчёпинг
Герб лена Йёнчёпинг (швед. Jönköpings läns vapen) — герб современного административно-территориального образования лена Йёнчёпинг, Швеция.

## История
Герб лена утверждён в 1942 году.

## Описание (блазон)
В червлёное поле с волнистой лазоревой основой выходит серебряный замок с тремя зубчатыми башнями, открытыми чёрными окнами и воротами с поднятой серебряной решёткой; в лазоревой главе герба — три золотые короны.

## Содержание
В гербе лена Йёнчёпинг использован символ города Йёнчёпинг, дополненный тремя коронами.
Герб лена может использоваться органами власти увенчанный королевской короной.

Герб муниципалитета Йенчепинг
Герб лена с королевской короной